# Фридесвида
Фридесвида, также Фритусвита (др.-англ. Friðuswīþ; англ. Frideswide), также Фридесвида Оксфордская (англ. Frideswide of Oxford; ок. 650/680 — 19 октября 727/735) — аббатиса собственного монастыря в Оксфорде. Почитается как святая в католической, англиканской и православной церквях.

## Биография

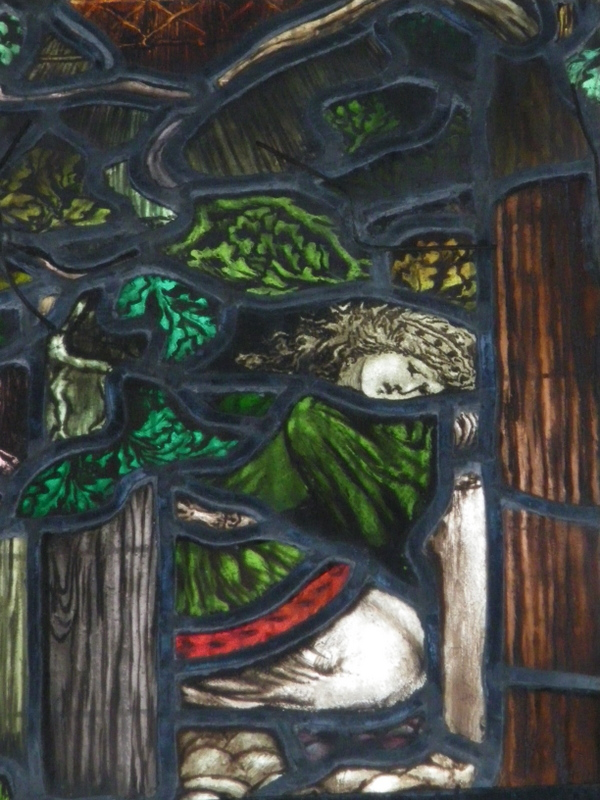
Фридесвида бежит от влюблённого в неё короля и прячется в свинарнике. Деталь витража одной из часовен Глостерского собора

О жизни Фридесвиды достоверно известно мало. Согласно исследованиям, территория западного Оксфордшира в конце VII века находилась под властью короля Мерсии, но управлялась субкоролём Дидой. В своих владениях в Бэмтоне и Оксфорде Дида основал соборные церкви. Фридесвида была дочерью Диды и первой аббатисой двойного монастыря в Оксфорде, который являлся центром города. Датой рождения Фридесвиды называют примерно 650 или 680 год.
Существует легенда, которую приписывают приору Оксфорда Роберту Криклейдскому, записанная Уильямом Малмсберийским. Согласно укороченному варианту легенды, Фридесвида, ставшая жертвой матримониальных планов короля Мерсии Алгара (Этельбальда), смогла сбежать от навязчивого внимания короля в леса через Бинси и Оксфорд; из-за преследования аббатисы Этельбальд ослеп, но исцелился в Бэмтоне благодаря молитвам самой Фридесвиды. Более полная версия легенды рассказывает, что первоначально Фридесвида нашла укрытие в Оксфорде, и, пока Этельбальд искал её в городе, она на корабле бежала в Брэмтон. Жители Оксфорда отказались сообщить королю, куда направилась Фридесвида, а сам он, пока искал девушку, ослеп. Ещё одна короткая версия легенды гласит: когда король искал Фридесвиду в лесу под Оксфордом, она пробралась обратно в город; Этельбальд последовал за ней в город, но у самых ворот упал с коня и сломал шею.
Брэмтон, Бинси и Оксфорд располагаются на Темзе, а долина реки на протяжении жизни Фридесвиды находилась под властью мерсийского короля. Монастырь Фридесвиды в Оксфорде, где она умерла 19 октября 727 или 735 года и была похоронена, был важнейшим земледержателем в округе. Однако большая часть ранних записей монастыря была утеряна в 1002 году, когда церковь была сожжена вместе с данами внутри неё по приказу короля из Уэссекской династии Этельреда Неразумного, поэтому установить достоверность легенды невозможно.

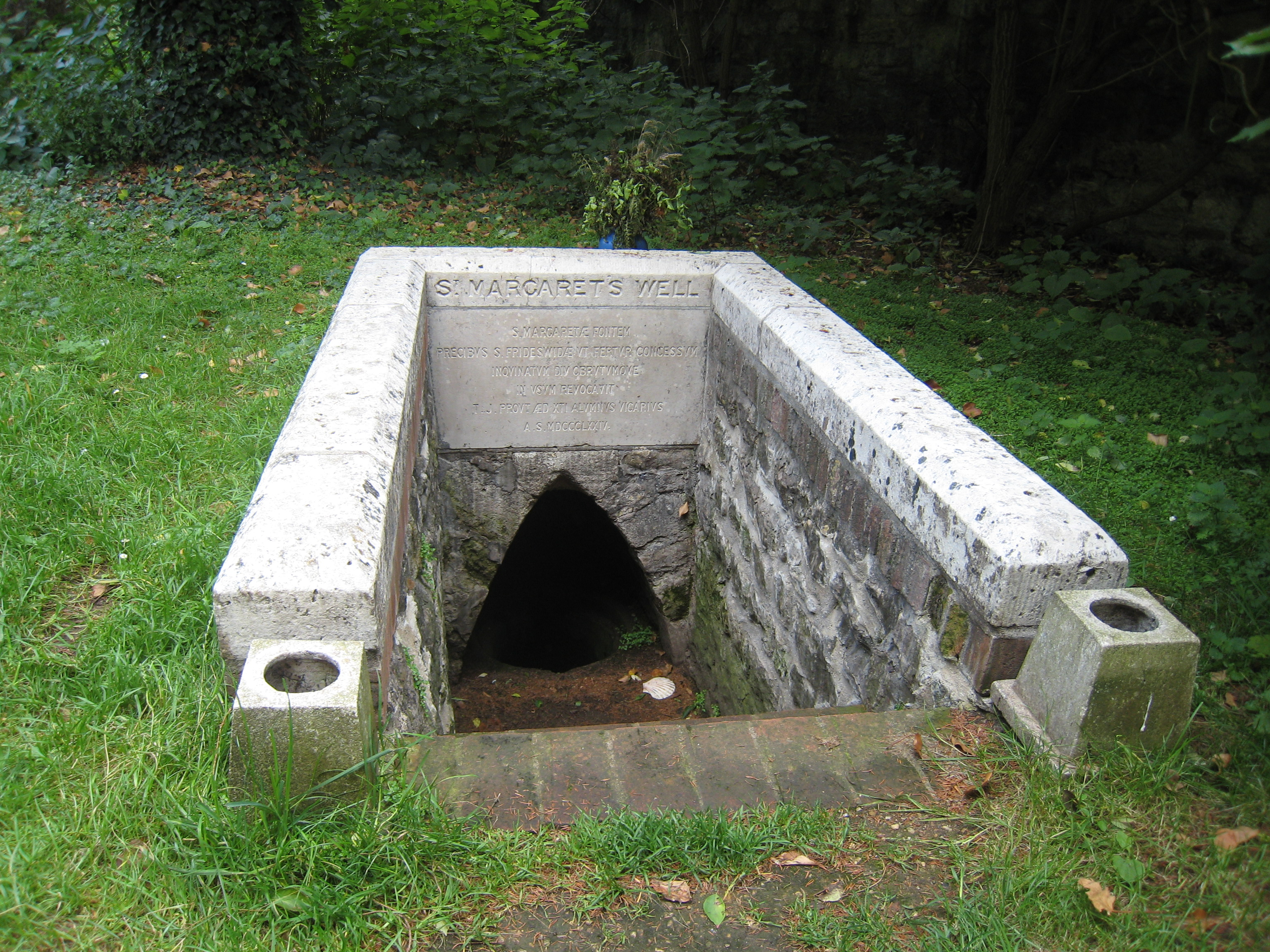
Колодец Святой Маргарет, возникновение которого приписывают Фридесвиде

В длинной версии легенды о Фридесвиде говорится: монахини в Бинси жаловались, что приходится слишком далеко носить воду с реки; тогда Фридесвида помолилась богу и на территории монастыря возник колодец, воды которого имели целебные свойства. Колодец существует и ныне и располагается на территории церкви Святой Маргарет в Бинси.

## Почитание
Существование мощей Фридесвиды формально было признано в XI веке. Останки святой переносились дважды: в 1180 и 1289 годах. Культ Фридесвиды окончательно укрепился в начале XV века, когда своей святой покровительницей её признали Оксфордский университет с подачи архиепископа Кентерберийского Генри Чичеле и сам город Оксфорд.
Могила Фридесвиды была разорена во время секуляризации монастырей и восстановлена при королеве Марии I, однако после её смерти в 1558 году мощи святой были перемешаны с останками жены кальвиниста Петра Мартира Вермильи с целью покончить с культом Фридесвиды. Останки остаются смешанными и по сей день. В наши дни паломничества к мощам Фридесвиды, часть которых хранится в Крайст-черч, совершаются дважды в год: в день памяти 19 октября и в день перенесения мощей 12 февраля. Фридесвиде посвящены витражи в часовне Крайст-черча, где покоятся её мощи.

## Аббатство Святой Фридесвиды
Аббатство Фридесвиды было вновь открыто в XII веке, но уже как августинская обитель. Ещё до секуляризации монастырей кардинал Уолси планировал перестроить монастырь Святой Фридесвиды в кардинальский колледж (ныне Крайст-черч). Западная часть монастыря была снесена, однако часовня с останками святой осталась нетронутой. Позднее, в 1538 году, монастырь был разграблен комиссионерами Генриха VIII. В 1546 году монастырская церковь была преобразована в кафедральную церковь новообразованного диоцеза Оксфорда.

## Комментарии
1. ↑  Встречаются также варианты Frideswida, Fredeswida, Frevisse,  Fris[3], Fredeswitha и Fritheswith[1].